# Yllenus kulczynskii
Yllenus kulczynskii es una especie de araña saltarina del género Yllenus, familia Salticidae. Fue descrita científicamente por Punda en 1975.
Habita en Mongolia.